# 2-溴-2,3,3-三甲基丁烷
2-溴-2,3,3-三甲基丁烷是一种有机溴化合物，化学式为C7H15Br，它是溴庚烷的同分异构体之一。它可由2,3,3-三甲基-1-丁烯和HBr反应制得。它在液溴中可以进一步溴化，得到1,2,4-三溴-2,3-二(溴甲基)-3-甲基丁烷。在镍配合物催化下，它和苯甲酸酐、丙烯酸叔丁酯在锌-溴化镁存在下反应，可以得到β-氧代-α-(2,2,3,3-四甲基丁基)苯丙酸叔丁酯。